# What Would You Do?
What Would You Do? er en amerikansk stumfilm fra 1920 af Edmund Lawrence.

## Medvirkende
- Madlaine Traverse som Claudia Chilson
- George A. McDaniel som Hugh Chilson
- Frank Elliott som Curtis Brainerd
- Charles K. French som Robert Brainerd
- Lenore Lynard som Lily Brainerd
- Bud Geary som Tom Holbrook
- Edwin B. Tilton som Le Roi Andrews
- Cordelia Callahan som Nurse